# Тижневик
Тижневик — періодичне видання (газета, журнал тощо), що виходить один раз на тиждень.
Першим тижневиком України стала львівська газета «Gazette de Leopol».